# 12. BAFTA-gála
A 12. BAFTA-gálát 1959-ben tartották, melynek keretében a Brit film- és televíziós akadémia az 1958. év legjobb filmjeit és alkotóit díjazta.

## Díjazottak és jelöltek
(a díjazottak félkövérrel vannak jelölve)

### Legjobb film
Hely a tetőn
- Cabiria éjszakái
- Macska a forró bádogtetőn
- Szállnak a darvak
- A megbilincseltek
- Sivatagi támadás
- Indiszkrét
- No Down Payment
- Orders to Kill
- Sea of Sand
- A birkaember
- A legyőzhetetlen
- A nap vége
- Oroszlánkölykök

### Legjobb elsőfilmes
Paul Massie – Orders to Kill
- Red Buttons – Szajonara
- Teresa Izewska – Csatorna
- Mary Peach – Hely a tetőn
- Ronald Radd – The Camp on Blood Island
- Maggie Smith – Nowhere to Go
- Gwen Vernon – Átkozott jenkik

### Legjobb brit főszereplő
Trevor Howard – The Key
- Michael Craig – Sea of Sand
- Laurence Harvey – Hely a tetőn
- I.S. Johar – Harry Black
- Anthony Quayle – Sivatagi támadás
- Terry-Thomas – Hüvelyk Matyi
- Donald Wolfit – Hely a tetőn

### Legjobb brit női főszereplő
Irene Worth – Orders to Kill
- Hermione Baddeley – Hely a tetőn
- Karuna Banerjee – A legyőzhetetlen
- Virginia McKenna – Carve Her Name with Pride

### Legjobb külföldi férfi főszereplő
Sidney Poitier – A megbilincseltek
- Marlon Brando – Oroszlánkölykök
- Tony Curtis – A megbilincseltek
- Glenn Ford – A birkaember
- Curt Jurgens – Alattunk az ellenség/A Hatodik Boldogság fogadója
- Charles Laughton – A vád tanúja
- Paul Newman – Macska a forró bádogtetőn
- Victor Sjöström – A nap vége
- Spencer Tracy – Az utolsó hurrá

### Legjobb külföldi női főszereplő
Simone Signoret – Hely a tetőn
- Ingrid Bergman – A Hatodik Boldogság fogadója
- Anna Magnani – Wild Is the Wind
- Giulietta Masina – Cabiria éjszakái
- Tatyana Samojlova – Szállnak a darvak
- Elizabeth Taylor – Macska a forró bádogtetőn
- Joanne Woodward – No Down Payment

### Legjobb forgatókönyv
Orders to Kill – Paul Dehn
- Jó napot szomorúság! – Arthur Laurents
- Sikoly az utcáról – Vernon Harris
- Sivatagi támadás – T.J. Morrison
- Indiszkrét – Norman Krasna
- A Hatodik Boldogság fogadója – Isobel Lennart
- The Key – Carl Foreman
- The Man Upstairs – Alun Falconer
- A Titanic éjszakája – Eric Ambler
- Violent Playground – James Kennaway

### Legjobb animációs film
The Little Island
- The Juggler Of Our Lady
- Le Merle

### Legjobb dokumentumfilm
Glas
- The Forerunner
- Jabulani Afrika
- LS Lowry
- Secrets Of The Reef
- Wonders Of Chicago

### Legjobb speciális film
Children's Film Foundation

### Egyesült Nemzetek-díj az ENSZ Alapokmányának egy vagy több elvét bemutató filmnek
A megbilincseltek
- People Like Maria
- Az ismeretlen katona